# Râul Valea Nucului
Râul Valea Nucului este un curs de apă, afluent al râului Gurguiata. 